# LoCurto/Outcault
Lilla LoCurto i Willian Outcault és un matrimoni d'artistes que treballen conjuntament des de l'any 1991, sota el mateix nom, que treballen sobre el cos humà i autoretrats.

## Biografia
Lilla LoCurto va néixer a Veneçuela l'any 1949, més concretament en la regió de San Francisco de Macaira, i Willian Outcault a Neptune, a l'estat nord-americà de New Jersey l'any 1949.
En una de les entrevistes que els van fer, en relació amb el seu treball en equip, ells varen respondre: "Si treballéssim per separat no tindríem accés a aquests suports, estem convençuts que el treball en comú ens proporciona un nou sistema de prendre decisions. Les nostres últimes peces són molt creatives perquè les nostres idees mai estan en repòs. Existeix una interrelació que fa que cada un de nosaltres refaci les idees de l'altre, i viceversa. El procés en si mateix és el vertader autor de les instal·lacions, que són a la vegada de tots dos i de cap en concret".
Han col·laborat des de 1991 en exposicions individuals que inclouen imatges en moviment, Dorsky Museum of Art, SUNY New Paltz, Nova York, Fundació Joan Miró, Barcelona, Espanya, i un programa de selfportrait.map, que s'origina en MIT List Visual Arts Center. El seu treball també ha estat inclòs en exposicions col·lectives.

## Instal·lacions

### Cossos exquisits1997
Sota aquest títol, Cossos exquisits, el matrimoni va presentar a l'Espai 13 de la Fundació Joan Miró la seva particular reflexió sobre el cos humà. Aquesta instal·lació s'incloïa dins el cicle “Anatomies de l'ànima” comissariat per Ferran Barenblit la temporada 1996-1997. "Cossos exquisits" estava format per "Self-Portrait" i "Bean boys". El treball es va realitzar amb la voluntat d'experimentar, i utilitzar les tecnologies més noves del moment, per tal de materialitzar les seves preocupacions contemporànies com la sida, o la immortalitat.
LoCurto i Outcault van viure la desgràcia de molt a prop, un amic seu es moria a causa d'una “malaltia oportunista”, ja que la sida havia destruït el seu sistema immunològic. Així doncs, es moria per causa d'una altra malaltia, i ells es preguntaren com és que els malalts no són aïllats dins d'un ambient sense gèrmens, salvant-los així de la contaminació externa. Però s'adonaran que aïllant-lo en una bombolla tampoc servirà de res, ja que en el nostre cos hi ha bacteris i virus amb els quals, en un estat saludable podem conviure. Els artistes volgueren imaginar-se aquesta situació portant-t’ho a la instal·lació.

#### Self-Portrait
La primera peça Self-Portrait era una reflexió sobre la fragilitat de les persones. Planteja la situació d'un malalt de sida protegit com un nen bombolla en un ambient sense gèrmens ni virus. Dins d'una enorme bombolla, es mostra una columna de quatre monitors de televisió on, a la manera de cadàvers, es reprodueixen fragments del cos humà, amb els rostres dels espectadors que ho visiten. La monstruosa associació esdevé una interpel·lació directa a l'espectador. Així doncs, aquesta instal·lació requereix la participació del públic, aquest s'asseu davant la càmera de vídeo que emet la seva imatge per un monitor, mentre un aparell electrònic recull els seus batecs del cor i els transforma en impulsos que posen en marxa un circuit similar al sistema circulatori de la sang. El muntatge ha sigut realitzat dintre d'una gran bombolla de plàstic transparent que ens fa recordar que el cos humà, per molt que s'aïlli del món extern, sempre genera per ell mateix elements de contaminació.

#### Bean Boys
Com a complement d'aquesta visió crua i realista sobre la sida, els artistes presenten una altra instal·lació dintre d'aquest cicle, anomenada Bean Boys (Nens fesols). Mostra una sèrie de ninots amb una imatge amenaçadora, on a tots el manquen peus i braços, els quals lluiten per sobreviure. Així doncs, podríem afirmar que esdevé una reflexió sobre la supervivència humana davant les adversitats de la vida, com les malalties.

## Exposicions individuals
- 2009 markingtime, Sloan Fine Art, New York, NY
- 2007 Joseph Gross Gallery, Univ. of Arizona, Tucson, AZ
- 2006 [un] moving pictures, Samuel Dorsky Museum of Art, SUNY New Paltz, New Paltz, NY
- 2004 Thinskinned, Carleton College Art Gallery, Northfield, MN
- 2002 selfportrait.map, Mary and Leigh Block Museum of Art, Northwestern Univ., Evanston, Illinois, traveled to Bellevue Art Museum, Bellevue, WA & University Art Museum, California State Long Beach, Long Beach, CA
- 2001 Frederieke Taylor gallery, New York, NY; selfportrait.map, Hatton Gallery, Colorado State University, Fort Collins, Colorado, traveled to Lyman Allyn Art Museum, New London, Connecticut
- 2000 selfportrait.map, MIT List Visual Arts Center, Cambridge, MA, traveled to Selby Gallery, Ringling School of Art and Design, Sarasota, FL
- 1997 Cossos Exquisits, Fundació Joan Miró, Barcelona, Spain
- 1995 Skin Deep, TZ'Art & Company, New York, NY
- 1994 Titillatiae, TZ'Art & Company, New York, NY; Sharp Appetites & Mandala, Harvard University, Carpenter Center, Cambridge, MA
- 1993 New California Art, Newport Harbor Art Museum, Newport Beach, CA
- 1979 Forms That Float, Indiana State University-Evansville, Evansville, Indiana

## Últimes exposicions col·lectives
- 2010 Odd Bodies: Selections from the Permanent Collection, Weatherspoon Art Mus., Greensboro, NC; TRAIT, Archer Gallery, Clark College, Vancouver, WA
- 2009 The Body Navigation, Loft Project “Etazhi”, St. Petersburg, Russia; Visions in New York City, Macy Art Gallery, Columbia University, NY, NY
- 2008 Digital Is, Selby Gallery, Ringling College of Art & Design, Sarasota, FL
- 2007 Solos: 20th Anniversary Exhibition, Selby Gallery, Ringling College of Art & Design, Sarasota, FL
- 2006 Human Nature, SOFA Gallery, Indiana University, Bloomington, IN traveled to Indiana University Kokomo Art Gallery, Kokomo, IN New Art. New York: Reflections on the Human Condition, Trierenberg AG, Traun, Austria
- 2005 Face Value:Plastic Surgery and Transformation Art, New York Academy of Sciences, NY, NY; Figuratively Speaking, Ross Art Museum, Delaware, Ohio
- 2004 Creativity: Beyond the Norm, Richard M. Ross Museum, Delaware, Ohio; Open House: Working in Brooklyn, Brooklyn Museum of Art, Brooklyn, NY
- 2003 Divining Fragments: Reconciling the Body, The Center for Photography, Woodstock, NY
- 2002 Situated Realities, Maryland Institute College of Art, Baltimore, Maryland, traveled to Williamson Gallery, Art Center College of Design, Pasadena, CA and Minneapolis College of Art and Design, Minneapolis, MN